# Ammophila terminata
Ammophila terminata är en biart som beskrevs av Frederick Smith 1856.
Ammophila terminata ingår i släktet Ammophila och familjen grävsteklar.

## Underarter
Arten delas in i följande underarter:
- Ammophila terminata electa
- Ammophila terminata mocsaryi
- Ammophila terminata terminata
- Ammophila terminata turanica
- Ammophila terminata turkestana